# Festival de Brégence

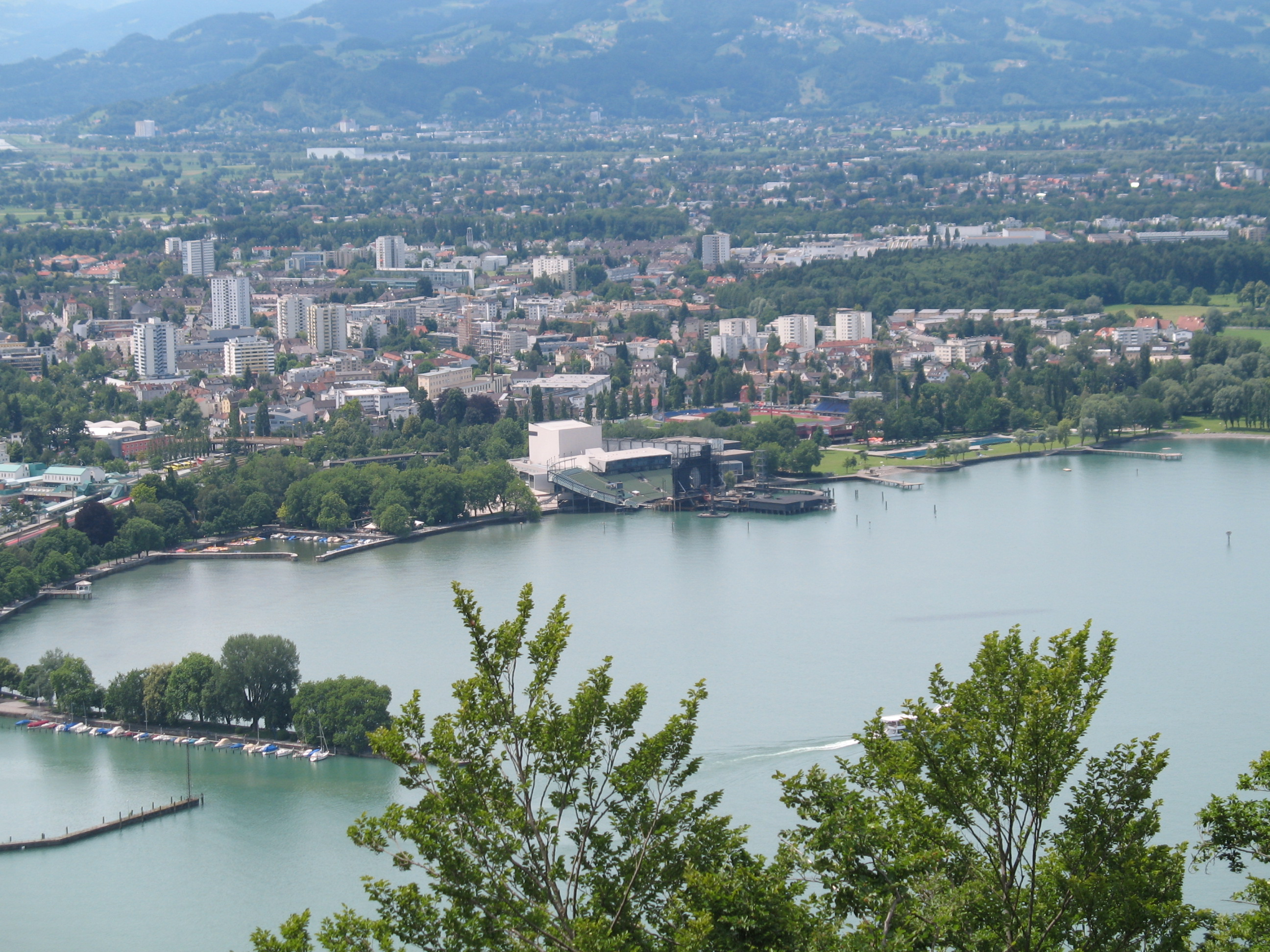
Scène du lac.

Le festival de Brégence ou festival de Bregenz (allemand : Bregenzer Festspiele) est un festival culturel qui a lieu tous les étés à Brégence, la capitale de la province autrichienne du Vorarlberg.
Le festival est notamment réputé pour sa grande scène flottante sur le bord du lac de Constance, ses décors de scène de grande ampleur et son acoustique particulière, le Bregenz Open Acoustics, obtenue grâce à une technique de diffusion sonore directionnelle développée pour ce lieu. 
L'orchestre résident du festival est l'orchestre symphonique de Vienne. 

## Histoire des lieux

### Scène du lac

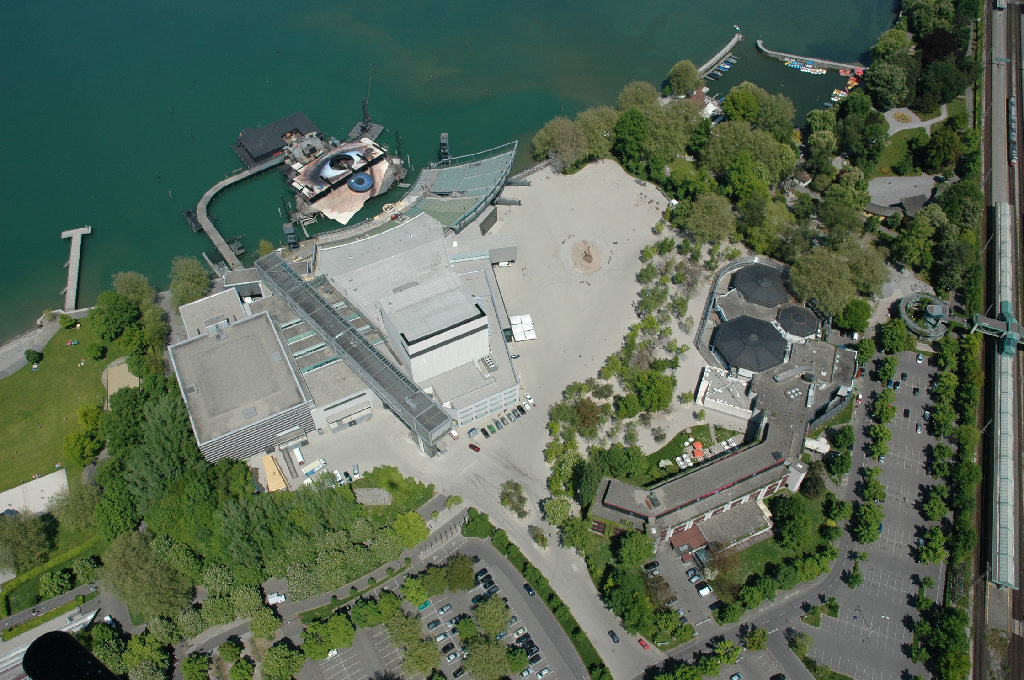
Vue aérienne du palais du festival (2008).

La scène du lac (allemand : Seebühne) est la plus grande scène flottante au monde et peut accueillir près de 7 000 spectateurs.
Lors du premier festival, en 1946, Bastien und Bastienne de Mozart et sa Kleine Nachtmusik chorégraphiée par un ballet sont joués comme une pièce de théâtre sur le lac.
Chaque année, une grande production de théâtre musical est mise en scène sur le lac, principalement des opérettes, des Singspiele ou des opéras et, depuis les années 1970, de plus en plus d'opéras du répertoire international et de comédies musicales.
Entre 1960 et 1977, la scène flottante a également été utilisée à plusieurs reprises pour des spectacles de ballet. Depuis 1985, les productions sur la scène flottante sont jouées pendant deux ans. 
Au printemps 2008, une scène du film James Bond, Quantum of Solace, est tournée lors d'une représentation d'opéra sur la scène du lac.

### Palais du festival

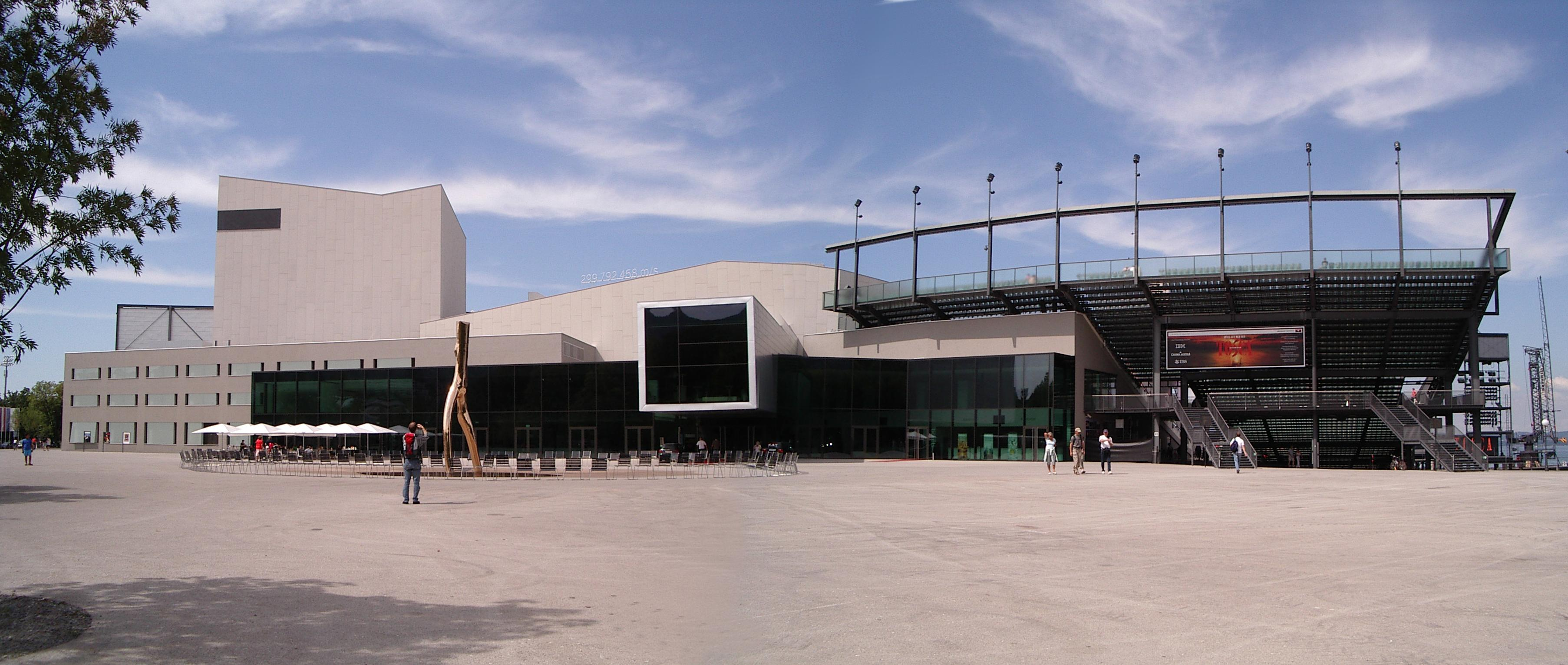
Le palais du festival.

En juillet 1980, le palais du festival de Brégence (allemand : Festspielhaus Bregenz), construit en liaison directe avec la scène flottante, a été ouvert avec une capacité de 1 765 places. Le palais sert de lieu alternatif pendant le festival par mauvais temps (pour les représentations du jeu sur le lac sous forme scénique réduite), de lieu pour une production d'opéra supplémentaire et de lieu pour des concerts orchestraux. 
En 2009, il a été nommé l'un des meilleurs centres d'événements de cette taille en Europe par l'Association européenne des centres d'événements (EVVC) et a reçu le prix correspondant du Best Center 2009.

### Theater am Kornmarkt
Pour les pièces de théâtre (principalement des pièces invitées de scènes connues telles que le Burgtheater de Vienne), le théâtre du Kornmarkt était utilisé depuis les années 1950. 
Dans les années 1990, il a accueilli le Deutsches Theater Berlin avec des spectacles et des acteurs comme Ulrich Mühe ou Jörg Gudzuhn. Après une pause de deux ans, des représentations y ont à nouveau eu lieu à partir de 2003, en dernier lieu des opérettes et des opéras rarement présentés. En 2007, le spectacle Les Liaisons dangereuses du Theater in der Josefstadt (Vienne) était à l'affiche. 
Sous la direction d'Elisabeth Sobotka (depuis 2015), le théâtre est utilisé pour des représentations d'opéra avec de jeunes chanteurs prometteurs. Un cycle des trois opéras Da Ponte de Mozart est prévu de 2015 à 2017. L'orchestre symphonique du Vorarlberg joue et Hartmut Keil dirige.

### Werkstattbühne
Depuis l’automne 1997, la « scène de l'atelier » (allemand : Werkstattbühne) de près de 1 000 mètres carrés est également disponible, dans lequel sont principalement représentés du théâtre musical contemporain et du jeu d'acteur moderne. En dehors du festival, l’atelier est utilisé pour les répétitions pour les opéras, ainsi que pour des concerts de musique populaire et d’autres événements. 

### Autres lieux
Les événements du festival ont également lieu au Kunsthaus Bregenz.

## Historique des productions
| Année | Scène du lac                                                                                               | Palais du festival                                                                                               |
| 2027  | La Traviata de Giuseppe Verdi                                                                              | |
| 2026  | La Traviata de Giuseppe Verdi                                                                              | |
| 2025  | Der Freischütz von Carl Maria von Weber                                                                    | |
| 2024  | Der Freischütz von Carl Maria von Weber                                                                    | Tancredi de Gioachino Rossini                                                                                    |
| 2023  | Madame Butterfly de Giacomo Puccini                                                                        | |
| 2022  | Madame Butterfly de Giacomo Puccini                                                                        | Siberia de Umberto Giordano                                                                                      |
| 2021  | Rigoletto de Giuseppe Verdi                                                                                | Nero by Arrigo Boito                                                                                             |
| 2020  | Rigoletto de Giuseppe Verdi                                                                                | |
| 2019  | Rigoletto de Giuseppe Verdi                                                                                | Don Quichotte (opéra) de Jules Massenet                                                                          |
| 2018  | Carmen de Georges Bizet                                                                                    | Beatrice Cenci de Berthold Goldschmidt                                                                           |
| 2017  | Carmen de Georges Bizet                                                                                    | Moïse en Égypte de Gioachino Rossini                                                                             |
| 2016  | Turandot de Giacomo Puccini                                                                                | Amleto de Franco Faccio                                                                                          |
| 2015  | Turandot de Giacomo Puccini                                                                                | Les Contes d'Hoffmann de Jacques Offenbach                                                                       |
| 2014  | La Flûte enchantée de Wolfgang Amadeus Mozart                                                              | Légendes de la forêt viennoise (Geschichten aus dem Wienerwald) de HK Gruber d'après Ödön von Horváth (commande) |
| 2013  | La Flûte enchantée de Wolfgang Amadeus Mozart                                                              | Le Marchand de Venise d'André Tchaikowsky                                                                        |
| 2012  | André Chénier d'Umberto Giordano                                                                           | Solaris de Detlev Glanert (commande)                                                                             |
| 2011  | André Chénier d'Umberto Giordano                                                                           | Miss Fortune (Achterbahn) de Judith Weir (commande)                                                              |
| 2010  | Aïda de Giuseppe Verdi                                                                                     | La Passagère de Mieczysław Weinberg                                                                              |
| 2009  | Aïda de Giuseppe Verdi                                                                                     | Król Roger de Karol Szymanowski                                                                                  |
| 2008  | Tosca de Giacomo Puccini                                                                                   | Karl V de Ernst Křenek                                                                                           |
| 2007  | Tosca de Giacomo Puccini                                                                                   | La Mort à Venise de Benjamin Britten                                                                             |
| 2006  | Il trovatore de Giuseppe Verdi                                                                             | La Chute de la maison Usher de Claude Debussy                                                                    |
| 2005  | Il trovatore de Giuseppe Verdi                                                                             | Maskarade de Carl Nielsen                                                                                        |
| 2004  | West Side Story de Leonard Bernstein                                                                       | Royal Palace et Der Protagonist de Kurt Weill                                                                    |
| 2003  | West Side Story de Leonard Bernstein                                                                       | La Petite Renarde rusée von Leoš Janáček                                                                         |
| 2002  | La Bohème de Giacomo Puccini                                                                               | Juliette ou la Clé des songes de Bohuslav Martinů                                                                |
| 2001  | La Bohème de Giacomo Puccini                                                                               | Of Mice and Men de Carlisle Floyd                                                                                |
| 2000  | Un bal masqué de Giuseppe Verdi (chef d'orchestre : Marcello Viotti)                                       | Le Coq d'or de Nikolaï Andrejewitsch Rimski-Korsakow                                                             |
| 1999  | Un bal masqué de Giuseppe Verdi (chef d'orchestre : Marcello Viotti)                                       | La Passion grecque de Bohuslav Martinů                                                                           |
| 1998  | Porgy and Bess de George Gershwin                                                                          | L’Amore dei tre re von Italo Montemezzi                                                                          |
| 1997  | Porgy and Bess de George Gershwin                                                                          | Le Démon de Anton Grigorievitch Rubinstein                                                                       |
| 1996  | Fidelio de Ludwig van Beethoven                                                                            | Le roi Arthus de Ernest Chausson                                                                                 |
| 1995  | Fidelio de Ludwig van Beethoven                                                                            | La Légende de la ville invisible de Kitège et de la demoiselle Fevronia de Nikolaï Rimski-Korsakov               |
| 1994  | Nabucco de Giuseppe Verdi                                                                                  | Francesca da Rimini de Riccardo Zandonai                                                                         |
| 1993  | Nabucco de Giuseppe Verdi                                                                                  | Fedora de Umberto Giordano                                                                                       |
| 1992  | Carmen de Georges Bizet (mise en scène : Jérôme Savary)                                                    | La damnation de Faust d'Hector Berlioz                                                                           |
| 1991  | Carmen de Georges Bizet (mise en scène : Jérôme Savary)                                                    | Mazeppa de Piotr Ilitch Tchaïkovski                                                                              |
| 1990  | Hollandais volant de Richard Wagner                                                                        | La Wally d'Alfredo Catalani                                                                                      |
| 1989  | Hollandais volant de Richard Wagner                                                                        | Samson et Dalila de Camille Saint-Saëns                                                                          |
| 1988  | Les Contes d'Hoffmann de Jacques Offenbach (mise en scène : Jérôme Savary)                                 | Samson et Dalila de Camille Saint-Saëns                                                                          |
| 1987  | Les Contes d'Hoffmann de Jacques Offenbach (mise en scène : Jérôme Savary)                                 | Ernani de Giuseppe Verdi                                                                                         |
| 1986  | La Flûte enchantée de Wolfgang Amadeus Mozart (mise en scène : Jérôme Savary)                              | Anna Bolena de Gaetano Donizetti                                                                                 |
| 1985  | La Flûte enchantée de Wolfgang Amadeus Mozart (mise en scène : Jérôme Savary)                              | I puritani de Vincenzo Bellini                                                                                   |
| 1984  | Der Vogelhändler de Carl Zeller                                                                            | Tosca de Giacomo Puccini                                                                                         |
| 1983  | Kiss Me, Kate de Cole Porter                                                                               | Der Freischütz de Carl Maria von Weber                                                                           |
| 1982  | Le Baron tzigane de Johann Strauss (fils)                                                                  | Lucia di Lammermoor de Gaetano Donizetti                                                                         |
| 1981  | West Side Story de Leonard Bernstein                                                                       | Otello de Giuseppe Verdi                                                                                         |
| 1980  | L'Enlèvement au sérail de Wolfgang Amadeus Mozart                                                          | Falstaff de Giuseppe Verdi                                                                                       |
| 1979  | Turandot de Giacomo Puccini                                                                                | |
| 1978  | 1001 Nacht d'Ernst Reiterer d'après Johann Strauss (fils)                                                  | |
| 1977  | Oberon de Carl Maria von Weber                                                                             | |
| 1977  | La Belle au bois dormant (ballet) de Piotr Ilitch Tchaïkovski                                              | |
| 1976  | Les Contes d'Hoffmann de Jacques Offenbach                                                                 | |
| 1975  | Une nuit à Venise de Johann Strauss (fils)                                                                 | |
| 1975  | Le Corsaire (ballet) d'Adolphe Adam                                                                        | |
| 1974  | Carmen de Georges Bizet                                                                                    | |
| 1973  | Hollandais volant de Richard Wagner                                                                        | |
| 1972  | Der Bettelstudent de Carl Millöcker                                                                        | |
| 1972  | The Fairy Queen de Henry Purcell                                                                           | |
| 1971  | Porgy and Bess de George Gershwin                                                                          | |
| 1970  | Die Fledermaus de Johann Strauss (fils)                                                                    | |
| 1969  | Hochzeit am Bodensee de Robert Stolz                                                                       | |
| 1969  | Otello (ballet) de Jan Hanuš                                                                               | |
| 1968  | Die lustige Witwe de Franz Lehár                                                                           | |
| 1967  | Tzar et charpentier d'Albert Lortzing                                                                      | |
| 1967  | Schéhérazade (ballet) de Nikolaï Rimski-Korsakov et Danses polovtsiennes d'Alexandre Porfirevitch Borodine | |
| 1966  | La Belle Hélène de Jacques Offenbach                                                                       | |
| 1966  | Le Lac des cygnes (ballet) de Piotr Ilitch Tchaïkovski                                                     | |
| 1965  | Eine Nacht in Venedig de Johann Strauss (fils)                                                             | |
| 1965  | Die Irrfahrten des Odysseus (ballet) d'Helmut Eder                                                         | |
| 1964  | Das Land des Lächelns de Franz Lehár                                                                       | |
| 1964  | La Belle au bois dormant (ballet) (ballet) de Piotr Ilitch Tchaïkovski                                     | |
| 1963  | Banditenstreiche de Franz von Suppé                                                                        | |
| 1963  | Sylvia ou la Nymphe de Diane (ballet) de Léo Delibes                                                       | |
| 1962  | Trauminsel de Robert Stolz                                                                                 | |
| 1962  | Casse-Noisette (ballet) de Piotr Ilitch Tchaïkovski                                                        | |
| 1961  | Der Zigeunerbaron de Johann Strauss (fils)                                                                 | |
| 1961  | Romeo und Julia (ballet) de Sergueï Prokofiev                                                              | |
| 1960  | Wiener Blut de Johann Strauss (fils)                                                                       | |
| 1960  | Le Lac des cygnes (ballet) de Piotr Ilitch Tchaïkovski                                                     | |
| 1959  | 1001 Nacht d'Ernst Reiterer d'après Johann Strauss (Sohn)                                                  | |
| 1958  | La Fiancée vendue de Bedřich Smetana                                                                       | |
| 1957  | Tzar et charpentier d'Albert Lortzing                                                                      | |
| 1956  | Der Bettelstudent de Carl Millöcker                                                                        | |
| 1955  | Une nuit à Venise de Johann Strauss (fils)                                                                 | |
| 1954  | Die Fledermaus de Johann Strauss (fils)                                                                    | |
| 1953  | Boccaccio de Franz von Suppé                                                                               | |
| 1952  | Der Vogelhändler de Carl Zeller                                                                            | |
| 1951  | Le Baron tzigane de Johann Strauss (fils)                                                                  | |
| 1950  | Gasparone de Carl Millöcker                                                                                | |
| 1949  | 1001 Nacht d'Ernst Reiterer d'après Johann Strauss (fils)                                                  | |
| 1948  | Une nuit à Venise de Johann Strauss (fils)                                                                 | |
| 1947  | L'Enlèvement au sérail de Wolfgang Amadeus Mozart                                                          | |
| 1946  | Bastien und Bastienne et Une petite musique de nuit (comme ballet) de Wolfgang Amadeus Mozart              | |

## Organisation
La mise en place des décors nécessite un temps d'installation de l'ordre de 6 mois pour chaque nouvelle production. Les contraintes techniques et architecturales sont nombreuses, notamment pour la scène du lac où les décors doivent être résistants aux vents, à l'humidité, respectueux du lac et souvent être utilisés pendant 2 ans. Les mêmes contraintes s'appliquent à la création des costumes qui doivent résister aux mêmes possibles intempéries tout en étant conforatbale pour les comédien. Depuis 2006, l'orchestre symphonique de Vienne, qui joue en résidence pour le festival, le fait à l'abri et sa prestation est retransmise en direct sur un écran géant.  Sources.

### Directeurs artistiques
- 1946–1952/1954 : Groupe des organisateurs du festival de Bregenz (entre autres avec Kurt Kaiser)
- 1952/1954–1982 : Ernst Bär
- 1983–2003 : Alfred Wopmann
- 2004–2014 : David Pountney
- depuis 2015 : Elisabeth Sobotka

### Présidents
- 1963–1968 : Walter Rhomberg
- 1968–1981 : Albert Fuchs
- 1981–2012 : Günter Rhomberg
- depuis 2012 : Hans-Peter Metzler

## Récompenses
- International Opera Award dans la catégorie festival (2015)[7]